# Ebonita
Ebonita és un nom comercial que designa un polímer molt dur que va obtenir Charles Goodyear a través de la vulcanització de la goma durant molt de temps. Té al voltant del 30% al 40% de sofre.
El seu nom prové de la fusta de banús (ebony en anglès), a la qual pretenia substituir. Antigament també es designava amb el nom de vulcanita (en anglès vulcanite).

## Aplicacions
Es fa servir per a boles de bitlles, endolls elèctrics, pipes de fumar, instruments musicals (clarinets, saxofons), etc. En les classes de física es fa servir per demostrar l'electricitat estàtica. Abans de l'aparició de la baquelita també es feia servir com a material aïllant elèctric.

## Propietats
És un material trencadís i en les bateries elèctriques donava problemes de fugues d'àcids, per tant ja no s'usa per a aquesta finalitat.